# Монтахаев, Калдыбай Жумагалиевич
Калдыбай Жумагалиевич Монтахаев (каз. Қалдыбай Жұмағалиұлы Монтақаев; 15 января 1950, с. Караколь, Алтайский край, РСФСР, СССР — 17 октября 2008) — советский, казахский архитектор. Народный архитектор СССР (1991). Лауреат Государственной премии СССР (1982).

## Биография
Происходит из подрода Нурбике-Шаншар рода каракесек племени аргын.
Трудовую деятельность начал в 1966 году рабочим откормсовхоза. Работал слесарем Павлоградского автопарка.
В 1972 году закончил Казахский политехнический институт имени В. И. Ленина в Алма-Ате. 
В 1972—1981 годах — архитектор, старший архитектор, руководитель группы, начальник мастерской Института проектирования «Алмаатагипрогор» в Алма-Ате. С 1982 по 1996 год работал главным архитектором этого же Института. 
В 2000—2007 годах — председатель совета директоров АО «Алматыгипрогор».
В 1996—2000 годах — председатель Союза архитекторов Казахстана, академик Международной академии архитектуры стран Востока, с 1999 по 2008 — её вице-президент, председатель её отделения в Казахстане с 2000 года. Академик Международной академии архитектуры. Почётный профессор ПГУ им. С. Торайгырова.
Скончался 17 октября 2008 года в Алма-Ате. Похоронен на Кенсайском кладбище-2.

### Семья
Имел трёх дочерей и сына.

## Работы
в Алма-Ате
- 12-этажный экспериментальный жилой дом (1976)
- комплекс зданий на Новой площади (1980, с соавторами)
- Президентский дворец (1985)
- ряд комплексных зданий в микрорайонах «Айнабулак», «Аксай», «Орбита»

в Астане
- Резиденция Президента Республики Казахстан
- здания Правительства и Парламента, ряда министров, конгресс-холл
- аэропорт и терминал
- центральный универсальный магазин
- мемориал жертвам политических репрессий.

## Звания и награды
- Заслуженный архитектор Казахской ССР (1980)
- Народный архитектор СССР (1991)
- Государственная премия СССР (1982) — за архитектуру комплекса зданий Новой площади в Алма-Ате
- Государственная премия Республики Казахстан
- Орден «Курмет» (1997)[2]
- Дипломант международного конкурса в Афинах
- Лауреат всемирного фестиваля Биеннале (1989, 1990)
- Звание «Архитектор года» (2000).
- Национальная премия «Алтын адам — Человек — 2000 года».

## Память
- В Павлодаре, на стене областной гимназии-интерната для одаренных детей им. Алтынсарина, где учился будущий казахстанский архитектор, была установлена мемориальная доска в честь Калдыбая Монтахаева.
- В 2016 году в Павлодарском университете открылся музей Калдыбая Монтахаева.